# Szentendrei-barlang
A Szentendrei-barlang az egyik olyan mesterséges eredetű üreg, amely a Duna–Ipoly Nemzeti Parkban lévő Visegrádi-hegységben, Szentendre területén található. Nem barlang.

## Leírás
Szentendre belterületétől északra, a Sztelin-patak északi partján emelkedő Asztal-kőtől délnyugatra lefutó gerinc északi oldalában található. A Macska-lyuknak nevezett üregtől nem messze. A Szentendrei-barlang méretét Skerletz Iván 3×5 méternek írta le, ami az 1997-es felmérés adataival nagyjából megegyezik. Eredetileg sziklaeresz jellegű volt, mint a mellette található Macska-lyuk, de a nyitott részéhez lepotyogott, hatalmas sziklatömbök által barlangszerűbbé vált, jobban elzáródott a külvilágtól.
Az üreg mesterséges eredetű, valószínűleg a középkorban itt folytatott kőbányászat során keletkezett. A belseje kopár, a kisragadozók számára megfelelő búvóhelyet biztosít, amelyet a benne talált csontok erősítenek meg. A befoglaló kőzete a környék vulkanikus eredetű kőzete, azaz andezittufa és andezitbreccsa.
Előfordul az üreg az irodalmában Nyergeshegyi üreg (Bertalan 1976) néven is.

## Kutatástörténet
Az üreget először Skerletz Iván említette meg nyomtatásban. Bertalan Károly Nyergeshegyi üregek néven regisztrálta a Macska-lyukat és a Szentendrei-barlangot.
Az 1986-ban napvilágot látott Magyarország régészeti topográfiája című könyvben az van írva, hogy Szentendrétől É-ra, az Asztal-kőtől DNy-ra lefutó gerinc É-i oldalán lévő kőbánya nyomokra Erdélyi István hívta fel a figyelmet, majd Skerletz Iván vizsgálta meg a lelőhelyet. A K–Ny irányú, 10–15 m magas andezittufa-andezitbreccsa sziklafalak közül a legalsó, simára faragott sziklafal közepén kvadratikusan kiváltott faragás és egy kb. 3×5 m-es mesterséges barlang található. A mesterséges barlangtól nem messze, K-re helyezkedik el a Macska-lyuk.
1997. december 21-én Szenti Tamás kereste meg Ferenczi Balázzsal és Sarvajcz Zoltánnal az irodalomból megismert, de a nem karsztosodó kőzetben található barlangokkal foglalkozó kutatók számára ismeretlen objektumot és feltérképezték, valamint elkészítették a fénykép-dokumentációját.
A 2001. november 12-én készült, Magyarország nemkarsztos barlangjainak irodalomjegyzéke című kézirat barlangnévmutatójában szerepel a Szentendrei-barlang. A barlangnévmutatóban fel van sorolva 5 irodalmi mű, amelyek foglalkoznak az üreggel. A 366. tétel nem említi, a 365. tétel említi. A 2014. évi Karsztfejlődésben megjelent tanulmányban az olvasható, hogy az Asztal-kőben két, bányafalba faragott csarnok, a Szentendrei-barlang és a Macska-lyuk található. A Visegrádi-hegység barlangszerű, de mesterséges 7 üregének egyike a 3,1×5,7 m alapterületű és 7 m magas, Szentendrén található üreg.